# Víska (Čmelíny)
Víska je malá vesnice, část obce Čmelíny v okrese Plzeň-jih v Plzeňském kraji. Nachází se asi půl kilometru východně od Čmelínů. Je zde evidováno 37 adres. V roce 2021 zde trvale žilo 54 obyvatel.
Víska je také název katastrálního území o rozloze 1,54 km².

## Historie
První písemná zmínka o vesnici pochází z roku 1546.

## Obyvatelstvo
| Rok            | 1869 | 1880 | 1890 | 1900 | 1910 | 1921 | 1930 | 1950 | 1961 | 1970 | 1980 | 1991 | 2001 | 2011 | 2021 |
| -------------- | ---- | ---- | ---- | ---- | ---- | ---- | ---- | ---- | ---- | ---- | ---- | ---- | ---- | ---- | ---- |
| Počet obyvatel | 170  | 172  | 154  | 160  | 148  | 142  | 137  | 95   | 104  | 86   | 73   | 55   | 50   | 49   | 54   |
| Počet domů     | 30   | 32   | 32   | 32   | 32   | 31   | 29   | 31   | 31   | 26   | 21   | 30   | 29   | 32   | 32   |

## Obecní správa
Při sčítání lidu v letech 1850–1963 Víska byla samostatnou obcí, se kterým patřila nejprve do okresu Blatná, ale od roku 1960 v okrese Plzeň-jih. Od 1. ledna 1964 do 31. prosince 1991 byla částí obce Mohelnice v okrese Plzeň-jih. Od 1. ledna 1992 je částí obce Čmelíny v okrese Plzeň-jih. V letech 1850–1929 k obci patřil Přebudov.